# Sammy Davis Jr.
Samuel George "Sammy" Davis, Jr. (Harlem, 8 de dezembro de 1925 — Beverly Hills, 16 de maio de 1990), mais conhecido simplesmente como Sammy Davis Jr., foi um cantor, dançarino e ator estadunidense.

## Carreira
Essencialmente dançarino e cantor, Davis passou sua infância no vaudeville e se tornou conhecido por suas performances na Broadway e em Las Vegas, estrelando programas de televisão e filmes. Fez parte do grupo de atores liderado por Frank Sinatra, conhecido como Rat Pack.
Davis começou sua carreira no vaudeville, com três anos de idade, ao lado de seu pai e Will Mastin. Com os dois excursionou pelos EUA e, após o serviço militar, retornou ao trio. Davis se tornou uma sensação da noite para o dia depois de um show na boate Ciro, em 1951. Em 1954 perdeu seu olho esquerdo em um acidente automobilístico. Em 1960 apareceu no primeiro filme do grupo Rat Pack, Ocean's Eleven. Depois de um papel de protagonista na Broadway em Mr. Wonderful, em 1956, Davis voltou ao palco em 1964, no show Golden Boy. Em 1966 teve seu próprio programa de variedades na TV, The Sammy Davis Jr. Show. A carreira de Davis diminuiu no final dos anos sessenta, mas ele fez sucesso com o disco The Candy Man, de 1972, e tornou-se uma estrela em Las Vegas.
Como afro-americano, Davis foi vítima de racismo durante toda sua vida e foi um grande financiador da causa dos direitos civis. Também teve um relacionamento complexo com a comunidade negra e atraiu críticas após abraçar Richard Nixon, em 1970. Um dia, em um jogo de tênis com  Jack Benny, lhe perguntaram sobre seu Handicap no golfe. "Handicap?... Falar sobre handicap — Eu sou um negro judeu caolho." Este comentario transformou-se em sua assinatura, recontada em sua biografia e em incontáveis artigos.
Depois de se reunir com Sinatra e Dean Martin, em 1987, Davis viajou com eles e Liza Minnelli numa turnê internacional. Ele morreu de câncer no esôfago, em 1990. Estava em dívida com o fico norte-americano e seus bens foram alvo de batalhas judiciais.
Encontra-se sepultado no Forest Lawn Memorial Park, Glendale, Los Angeles.
Davis foi premiado pela NAACP com a Medalha Spingarn e  indicado para um globo de ouro e um Emmy por suas atuações na televisão. Foi ganhador do Prêmio Kennedy, em 1987, e em 2001 recebeu postumamente o Prêmio Grammy pelo conjunto da obra.
Conheceu Elvis Presley e manteve boas relações com ele
Foi o primeiro artista negro a conseguir estrelar o seu próprio programa de televisão. Ele converteu-se ao judaísmo, o que, segundo alguns, provocou uma grande ira na sociedade conservadora dos Estados Unidos.
Michael Jackson, assumidamente fã de Davis desde criança, compôs a canção You Were There para o especial de 60 anos de aniversário de Sammy Davis, apresentando-a ao vivo em 1989.
É citado nos seriados Seinfeld (no primeiro episódio da 8ª temporada) e Eu, a Patroa e as Crianças.
No filme Uma Vida Iluminada, o cão-guia Sammy Davis Jr. Jr. tem o nome em homenagem ao cantor.
Participou de um episódio da série Jeannie é um Gênio (1965-1970), na 2ª temporada da série, em 1967. Nesse episódio, além de contracenar com Barbara Eden e Larry Hagman, Sammy canta suas canções; num episódio de Batman (série de televisão); fez uma ponta em 007 - Os Diamantes São Eternos, na sequencia do Cassino de Willard Withe, como também num episódio da série All in the Family (vigésimo primeiro episódio da 2ª temporada 1971-72).
Sammy Davis, Jr. compôs e gravou em 1975 a música "Keep Your Eye on the Sparrow", que foi o tema de abertura do seriado Baretta, estrelada pelo ator Robert Blake. A música, inclusive, chegou a tocar nas rádios e virou um hit na época.

## Filmografia
- Rufus Jones for President (1933)
- Seasoned Greetings (1933)
- Sweet and Low (1947)
- Meet Me in Las Vegas (1956)
- Anna Lucasta (1959)
- Porgy and Bess (1959)
- Ocean's Eleven (1960)
- Pepe (1960)
- Three Penny Opera (1962)
- Sergeants 3 (1962)
- Convicts 4 (1962)
- Of Love and Desire (1963)
- Johnny Cool (1963)
- The Threepenny Opera (1963)
- Robin and the 7 Hoods (1964)
- Nightmare in the Sun (1965)

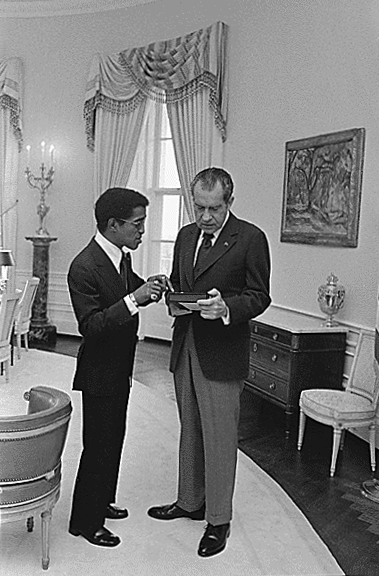
Sammy Davis com Nixon em 1973

- The Second Best Secret Agent in the Whole Wide World (1966)
- A Man Called Adam (1966)
- Alice in Wonderland (or What's a Nice Kid Like You Doing in a Place Like This? (1966)
- Salt and Pepper (1968)
- Sweet Charity (1969)
- One More Time (1970)
- Elvis: That's The Way It Is (1970) (documentário)
- Diamonds Are Forever (1971)
- The Trackers (1971)
- Save the Children (1973) (documentário)
- Poor Devil (1973)
- Gone with the West (1975)
- Charlie's Angels (Série de 1977 - T2 Ep.14 "Sammy Davis Jr: Kidnap Caper" (1977)
- Madeleine (1977)
- Sammy Stops the World (1978)
- The Cannonball Run (1981)
- Heidi's Song (1982)
- Cracking Up (1983)
- Broadway Danny Rose (1984)
- Cannonball Run II (1984)
- That's Dancing! (1985)
- Alice in Wonderland (1985)
- The Perils of P.K. (1986)
- Knights of the City (1986)
- Moon Over Parador (1988)
- Tap (1989)
- The Kid Who Loved Christmas (1990)